# Zarévich
Zarévich (en ruso, Царе́вич), a veces tsesarévich (en ruso, Цесаре́вич) como una forma más anticuada, es el término eslavo que en el Imperio ruso designaba al primogénito del zar y heredero del trono, cuando era hijo de un zar reinante. Significa literalmente «hijo del zar», pero solamente correspondía al primogénito, ya que los demás llevaban el título de Gran príncipe. El último zarévich de Rusia fue Alekséi Nikoláyevich Románov, hijo de Nicolás II, nacido en 1904 y asesinado junto con sus padres y hermanas en Ekaterimburgo en 1918 durante la Guerra civil rusa.
En tiempos anteriores, el título también se empleaba con los descendientes de los khanes (zares) de Kazán, Kasímov y Siberia después de que estos fueran anexionados por Rusia.